# Римска миља
Римска миља (лат. Milliare, milliarium o mille passuum) је античка мерна јединица за дужину, која се први пут појавила у старом Риму. Римску миљу која је износила 1.479,5 метара, Римљани су први у Европи користили, као јединицу мере за дужину, када су марширали својом војском кроз Европу, и једном миљом одређивали удаљеност од 1.000 двокорака (лат. milia passuum), односно 2.000 корака, где је двокорак имао пет стопа.
Ова миља је у односу на енглеску мерну јединицу за дужину-миљу, еквивалентна дужини од 1.620 јарди (енгл. Yard) или 4.860 стопа (енгл. foot, мн. feet.
Сви важнији римски путеви били су уцртавани у карте тзв итинераре, на којим су растојања између појединих насеља (станица) у Римском царству, обележавана у римским миљама, као нпр. на Појтингеровој табли:
(лат. Tabula Peutingeriana, segm. VII): Municipio X Iovis Pago XII Idimo XVI Horrea Margi XVII Presidio Dasmini XV Praesidio Pompei XII Gramrianis XIII Naisso XXIIII Romesiana XXV Turrib(us).
Такође на свим важнијин римским путевима налазили су се миљокази (лат. milliarum, lapis), масивни цилиндрични стубови, најчешће од гранита или мермера, висине 2,4 m и пречник до 50 cm, како би били лако уочљиви, на којима је растојање између поједниха насеља означавано у римским миљама.
„Прве поуздане податке о миљоказима на европском подручју налазимо код Плутарха. Он наводи да је у римској држави, на подстицај Гаја Граха (154—121), или 123. године пре Христа уведен миљоказ као обавезни сегмент опреме свих јавних путева, односно путева за општу употребу, који су коришћени и у војне и у цивилне сврхе.“

## Мерење дужине на римским путевима
Римљани су мерење дужине путева на територији Царства обављали уз помоћу посебних (једноставних) инструмената, које су за ту намену специјално конструисани, тзв. ходометара, које је осмислио и сачинио Витрувије.
Ходометар је био једноставна махеаничка справе које се састоји од „мењачког“ механизма са једним зубом, који је био причвршћен за точак запрежних кола. Преко њега покретан је већи точак, са 399 кратких и једним дугачким зубом. Када би током окретања дугачки зуб ударио у добош са рупама за каменчиће, он би се покренуо и обли каменчић би пао у металну чинију испод добоша, што је означавало да су кола прешла једну римску миљу.

## Конверзија римске миље у метрички систем
| Римске јединице                                                      | Латински назив      | Стопа | Еквивалентно |
| -------------------------------------------------------------------- | ------------------- | ----- | ------------ |
| Римска стопа                                                         | Pes, pedis (plural) | 1     | 29,62 cm     |
| Обичан корак                                                         | Gradus              | 2,5   | 74,05 cm     |
| Двокорак                                                             | Passus              | 5     | 1,481 m      |
| Стадион (грчка мерна јединица јединица)                              | Stadium             | 625   | 185,125 m    |
| Римска миља                                                          | Mille Passus        | 5.000 | 1.481 m      |
| Леуга (римска мерна јединица коришћена у неким римским провинцијама) | Leuga               | 7.500 | 2.221,5 m    |
| Длан                                                                 | Palma               |       | 0.0739 m     |
| Унца                                                                 | Uncia               |       | 0.0245 m     |
| Прст                                                                 | Digitus             |       | 0.01848 m    |